# Erebus walkeri
Erebus walkeri là một loài bướm đêm trong họ Erebidae.